# Лонги, Онорио
 Онорио Мартино Лонги (итал. Onorio Martino Longhi, 12 октября 1568, Виджу, провинция Варезе, Ломбардия — 31 декабря 1619, Рим) — итальянский архитектор, поэт, представитель потомственной семьи римских архитекторов, сын архитектора Мартино Лонги Старшего и отец Мартино Лонги Младшего.
Осваивал строительное ремесло под руководством отца, а после его смерти в 1591 году завершал его проекты. В молодом возрасте он писал стихи, изучал классические гуманитарные науки. Окончил юридический факультет университета Сапиенца в Риме. В 1607 году опубликовал в Милане небольшое сочинение о причинах разлива Тибра (Del Tevere, della sua inondazione & de' suoi rimedij). В мае 1601 года женился на Катерине Кампана. Старший из семи детей, Мартино, пойдёт по стопам отца. Современники высоко ценили работы Онорио Лонги, его мастерство гражданского архитектора, эрудицию, изобретательность и оригинальность мышления, несмотря на «причудливый ум».
Между 1592 и 1597 годами Онорио Лонги продолжал работы, начатые его отцом в церкви Санта-Мария-ин-Трастевере, создав, по велению кардинала Марко Ситтико Альтемпс, капеллу крестильной купели, значительно преобразованную в 1741 году Ф. Рагуццини.
Онорио Лонги стал членом недавно основанной Академии Святого Луки, где 15 мая 1594 года он делал доклад о своей работе в Риме. В период религиозных войн, в частности, столкновений Франции и Испании в 1596—1598 годах, активно участвуя в политических столкновениях в Италии, Онорио Лонги занимал происпанскую позицию. Считается, что это стало причиной одной из потасовок 29 мая 1606 года (называется также дата 28 мая), в которой Рануччо Томассони (друг Лонги) был убит известным живописцем Караваджо. Папа Павел V объявил художника «вне закона». Лонги был вынужден бежать в Милан. Он записался в артиллерию испанской армии в качестве военного архитектора.
В Милане в 1607 году Онорио Лонги работал на строительстве Собора (Duomo). После канонизации кардинала Карло Борромео, состоявшейся 1 ноября 1610 года, по приказу кардинала Э. Сфондрати архитектор занимался строительством церкви Сан-Карло-аль-Корсо в Риме. Проект церкви, возможно, был разработан его отцом, а строительство после Онорио завершал его сын Мартино Лонги Младший. Примерно в это же время начались ремонтные работы в капелле Мадонны Лорето церкви Санта-Мария-ин-Арачели.
В период с 1599 по 1600 год Онорио Лонги принимал участие в реставрации многих римских церквей. В 1595 году скончался основатель конгрегации ораторианцев Филиппо Нери и монахи церкви Санта-Мария-ин-Валичелла доверили Лонги строительство капеллы, посвящённой основателю ордена.
В 1609 году Лонги вместе с другими архитекторами оценивал возможности строительства судоходного канала, соединяющего Милан, Павию, Тичино и реку По.
Помилованный в 1611 году папой Павлом V, Онорио Лонги смог официально вернуться в Рим, взяв с собой жену и пятерых детей. Онорио Лонги скончался в Риме в 1619 году.

## Основные работы
- Церковь Сан-Карло-аль-Корсо в Риме. 1612—1619. Проект Мартино Лонги Старшего, завершение строительства Мартино Лонги Младшего

- Церковь Санта-Мария-Либератриче (разрушена в 1930-х годах)

- Капелла Санторо в базилике Сан-Джованни-ин-Латерано

- Палаццо Вероспи

- Палаццо Альтемпс. Фасад (позднее перестроен). Общий проект Мартино Лонги Старшего. 1568

- Церковь Сант-Эусебио. Главный алтарь

- Церковь Санта-Мария-ин-Арачели. Капелла Колонна